# 苧うに

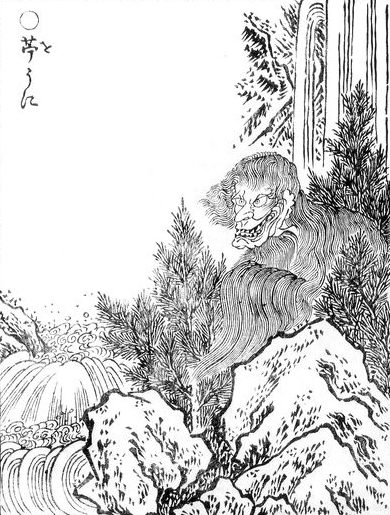
鳥山石燕『画図百鬼夜行より「苧うに」』

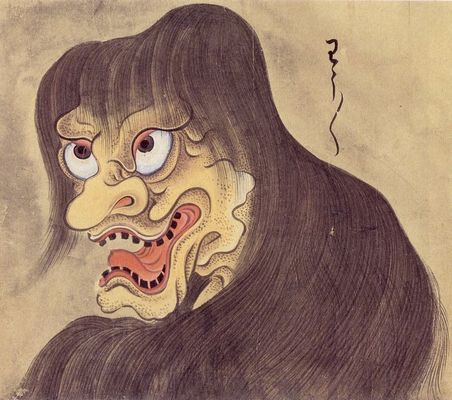
佐脇嵩之『百怪図巻』より「わうわう」

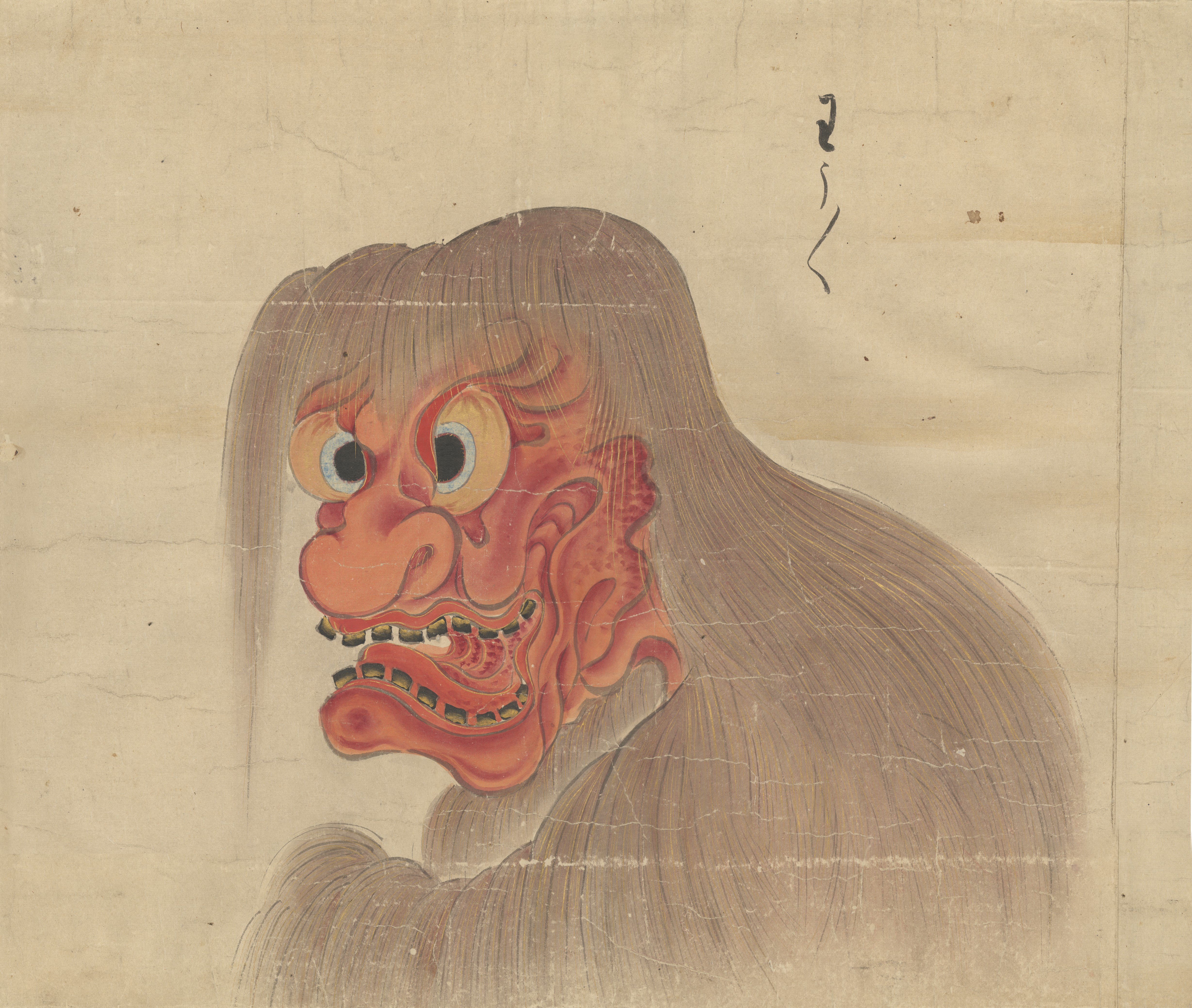
わうわう 『化物之繪』（江戸初期）より。米・ブリガム・ヤング大学附属ハルド・B・リー図書館L・トム・ペリー特別文庫所蔵ハリー・F・ブルーニングコレクション。

苧うに（おうに）は、鳥山石燕の『画図百鬼夜行』で描かれている日本の妖怪。
口が耳まで裂けた鬼女のような顔をした妖怪で、全身が毛に覆われている。石燕による解説文はなく、どのような妖怪であるかは不明である。「苧うに」の「苧」（お）とは植物のカラムシ、あるいはカラムシや麻の繊維から作られた糸を束ねた房を意味しており、この妖怪の髪や体毛が積み上げた苧を連想させることから、石燕が「苧うに」と名づけたといわれる。
江戸時代の妖怪絵巻のひとつである『百怪図巻』（佐脇嵩之・1737年）には「わうわう」の名で描かれており、江戸時代の妖怪絵巻では大体がそれが名称として用いられているが、これらの例も絵のみで具体的な性質などがあるとは知られていない。石燕よりも後の時代に描かれた『百鬼夜行絵巻』（尾田郷澄・1832年）に「うわんうわん」の名で描かれている例もあり、苧うには先行する絵巻の図を参考に石燕が描いた妖怪であると考えられる。

## 平成以降の解説
苧うに（あるいは石燕が原型とした「わうわう」）については内容を示した記録や言い伝えが明確に存在していないため、現段階ではどのような意図で描かれた妖怪であるかははっきりしないが、平成以降は前述の「苧」と山姥の関連性の高い昔話があることからの推測として、各地に伝承されている糸つむぎを手伝った山姥などを取り込んで「苧うに」という名称がつけられたのではないかとも考えられており、苧うにを山姥の一種と解説する図鑑や書籍も存在する。山姥が苧から糸をつむぐ作業をする昔話は各地にあるが、例として越後国西頸城郡小滝村（現・新潟県糸魚川市）のものを挙げる。
女たちが集まり、麻で苧を績（う）んでいると、山姥が現われ「俺も績んでやる」と言って手伝いを始めた。山姥は麻を噛んでは糸を引き出し、人間には考えられない速さで大量の苧を績んでみせた。手伝いを終えた山姥は家を出た。女たちが後を追ってみたが、姿は忽然と消えていた。
山姥との関連性を持たせた考察が増える以前は、山間の谷川で水を飲みにやって来た人を襲って食べると解説されていた。これは石燕の描いた絵からの連想に拠るといえる。